# (180) Garona
(180) Garona es un asteroide que forma parte del cinturón de asteroides y fue descubierto el 29 de enero de 1878 por Henri Joseph Anastase Perrotin desde el observatorio de Toulouse, Francia. Está nombrado por el nombre en latín del Garona, un río del suroeste de Francia.

## Características orbitales
Garona orbita a una distancia media de 2,724 ua del Sol, pudiendo alejarse hasta 3,173 ua y acercarse hasta 2,274 ua. Tiene una inclinación orbital de 0,8663° y una excentricidad de 0,1651. Emplea en completar una órbita alrededor del Sol 1642 días.